# Perizoma defasciata
Perizoma defasciata là một loài bướm đêm trong họ Geometridae.